# Herrarnas florett vid olympiska sommarspelen 1996
Herrarnas florett-tävling i de olympiska fäktningstävlingarna 1996 i Atlanta avgjordes den 22 juli.

## Medaljörer
| Event           | Guld                     | Silver                 | Brons               |
| Florett, herrar | Alessandro Puccini (ITA) | Lionel Plumenail (FRA) | Franck Boidin (FRA) |

## Resultat
| Placering | Fäktare               | Land       |
| --------- | --------------------- | ---------- |
| 1         | Alessandro Puccini    | Italien    |
| 2         | Lionel Plumenail      | Frankrike  |
| 3         | Franck Boidin         | Frankrike  |
| 4         | Wolfgang Wienand      | Tyskland   |
| 5         | Rolando Tucker        | Kuba       |
| 6         | Serhij Holubjtskij    | Ukraina    |
| 7         | Philippe Omnès        | Frankrike  |
| 8         | Kim Yeong-Ho          | Sydkorea   |
| 9         | Elvis Gregory         | Kuba       |
| 10        | Zsolt Érsek           | Ungern     |
| 11        | Uwe Römer             | Tyskland   |
| 12        | Ye Chong              | Kina       |
| 13        | Javier García         | Spanien    |
| 14        | Vladislav Pavlovitj   | Ryssland   |
| 15        | Ryszard Sobczak       | Polen      |
| 16        | Piotr Kiełpikowski    | Polen      |
| 17        | Dimitrij Sjevtjenko   | Ryssland   |
| 18        | Stefano Cerioni       | Italien    |
| 19        | Marco Arpino          | Italien    |
| 20        | Oscar García          | Kuba       |
| 21        | José Francisco Guerra | Spanien    |
| 22        | Alexander Koch        | Tyskland   |
| 23        | Benny Wendt           | Österrike  |
| 24        | Márk Marsi            | Ungern     |
| 25        | Vjatjeslav Grigorjev  | Kazakstan  |
| 26        | Michael Ludwig        | Österrike  |
| 27        | Adam Krzesiński       | Polen      |
| 28        | Wang Haibin           | Kina       |
| 29        | Kim Yong-Guk          | Sydkorea   |
| 30        | Jeong Su-Gi           | Sydkorea   |
| 31        | Oleksij Brjzjalov     | Ukraina    |
| 32        | Leandro Marchetti     | Argentina  |
| 33        | Marco Falchetto       | Österrike  |
| 34        | Cliff Bayer           | USA        |
| 35        | Ilgar Mamedov         | Ryssland   |
| 36        | Róbert Kiss           | Ungern     |
| 37        | Peter Devine          | USA        |
| 38        | Dong Zhaozhi          | Kina       |
| 39        | Nick Bravin           | USA        |
| 40        | Carlos Rodríguez      | Venezuela  |
| 41        | Hiroki Ichigatani     | Japan      |
| 42T       | Abdul Muhsen Ali      | Kuwait     |
| 42T       | Rafael Suárez         | Venezuela  |
| 42T       | Rafkat Ruzijev        | Uzbekistan |
| 42T       | Alfredo Pérez         | Venezuela  |